# 红坪镇
红坪镇，是中华人民共和国湖北省神农架林区下辖的一个乡镇级行政单位。

## 行政区划
红坪镇下辖以下地区：
红坪社区、红河村、温水村、官封村、塔坪村、高坪村、红举村、红花村、板仓村和阴峪河村。